# ダニー・ハイスター
ダニー・ハイスター（Danny Heister, 1971年11月18日- ）は、オランダの卓球選手。

## 略歴
1989年のヨーロッパジュニアユース卓球選手権のシングルスでベスト4に入り、初出場となった国際大会から好成績を残した。その後1997年にリヨンで行われたITTFプロツアー・フランスオープンのシングルスとダブルスで準優勝に輝き、1998年のヨーロッパ卓球選手権のシングルスでベスト8に入ったりと活躍し、徐々にその名を知られていく事になる。
2000年代に入ってからは幾度かプロツアーでベスト8にまで行ったくらいで、2002年のヨーロッパ選手権男子ダブルスベスト4や2005年のヨーロッパ選手権混合ダブルスベスト8に入った以外はこれといった成績を残せていない。
世界選手権やオリンピックにも出場経験はあるが、ベスト32が最高成績である。
現在はブンデスリーガの強豪クラブのボルシア・デュッセルドルフの監督を務めている。

## 主な戦績
- 1989年
  - ヨーロッパユース選手権 ジュニアの部 男子シングルス ベスト4
- 1994年
  - ヨーロッパ選手権バーミンガム大会 男子シングルス ベスト16
- 1997年
  - ITTFプロツアー・フランスオープン 男子シングルス準優勝、男子ダブルス準優勝
  - ITTFプロツアー・グランドファイル（1997 香港） 男子シングルス ベスト16、男子ダブルス ベスト8
- 1998年
  - ヨーロッパ選手権アイントホーフェン大会 男子シングルス ベスト8
- 1999年
  - ITTFプロツアー・イギリスオープン 男子ダブルス優勝
- 2002年
  - ヨーロッパ選手権ザグレブ大会 男子ダブルス ベスト4（トリンコ・ケーンと）
  - ITTFプロツアー・グランドファイル（2002 ストックホルム）男子シングルス ベスト8
- 2005年
  - ヨーロッパ選手権オーフス大会 混合ダブルス ベスト8